# Vavilov (cràter)
Vavilov és un prominent cràter d'impacte de la Lluna que es troba a l'oest de la plana emmurallada del cràter Hertzsprung. Es troba a la cara oculta de la Lluna, de manera que no es pot veure directament des de la Terra. Al nord-oest, a un diàmetre del cràter, es troba Chaucer, més petit, i més lluny cap al sud-oest apareix Sechenov.

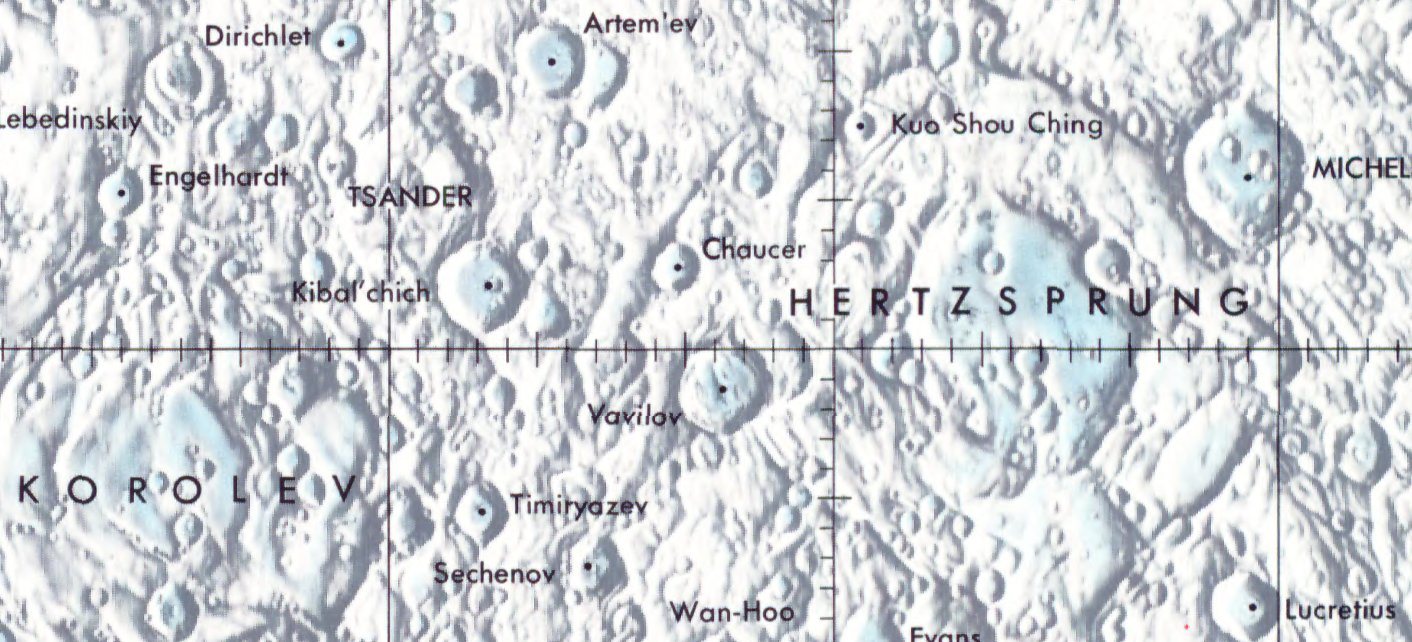
Localització de Vavilov (centre de la imatge)
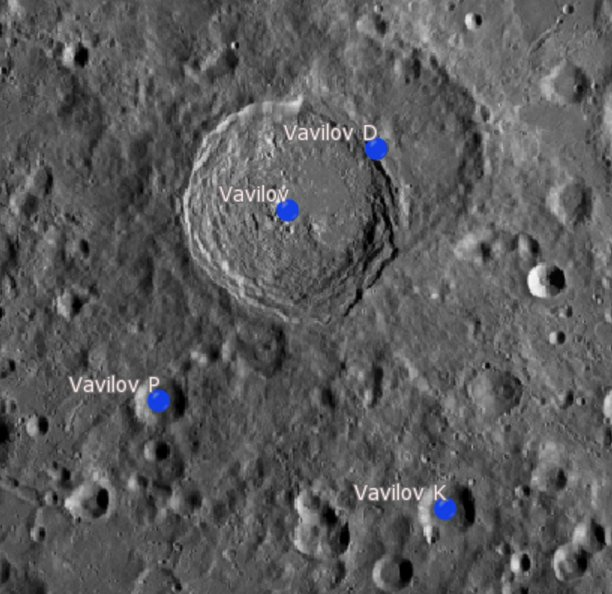
Cràters satèl·lit
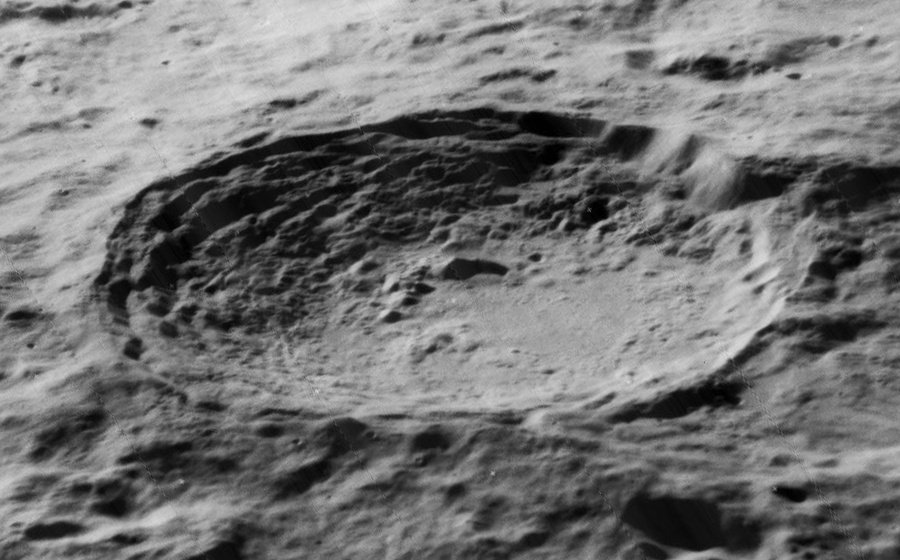
Imatge obliqua de la missió Lunar Orbiter 5

És un impacte relativament recent que encara conserva les febles restes d'un sistema de marques radials. Just per fora de la vora presenta una àrea ombrejada, amb els raigs començant a una distància de al voltant d'un terç del diàmetre del cràter. Els febles raigs s'estenen a diversos diàmetres en totes les direccions.
Vavilov és un element del relleu lunar ben definit, que ha patit un mínim d'erosió deguda a impactes posteriors. La vora externa és aproximadament circular, amb un parell de lleugeres protuberàncies cap al sud-est. Les parets interiors de la vora mostren diversos perfils aterrassats, particularment al sud-est. El sòl interior és més o menys anivellat, amb una cresta central compensada a l'oest del punt mig, i alguns pujols baixos al sud-est.

## Cràters satèl·lit
Per convenció aquests elements són identificats en els mapes lunars posant la lletra en el costat del punt central del cràter que està més proper a Vavilov.
| Vavilov | Coordenades                          | Diàmetre |
| ------- | ------------------------------------ | -------- |
| D       | 0° 06′ S, 137° 06′ O / 0.1°S,137.1°O | 102 km   |
| K       | 5° 12′ S, 135° 30′ O / 5.2°S,135.5°O | 30 km    |
| P       | 3° 24′ S, 139° 36′ O / 3.4°S,139.6°O | 23 km    |